# Flagge der Ukraine

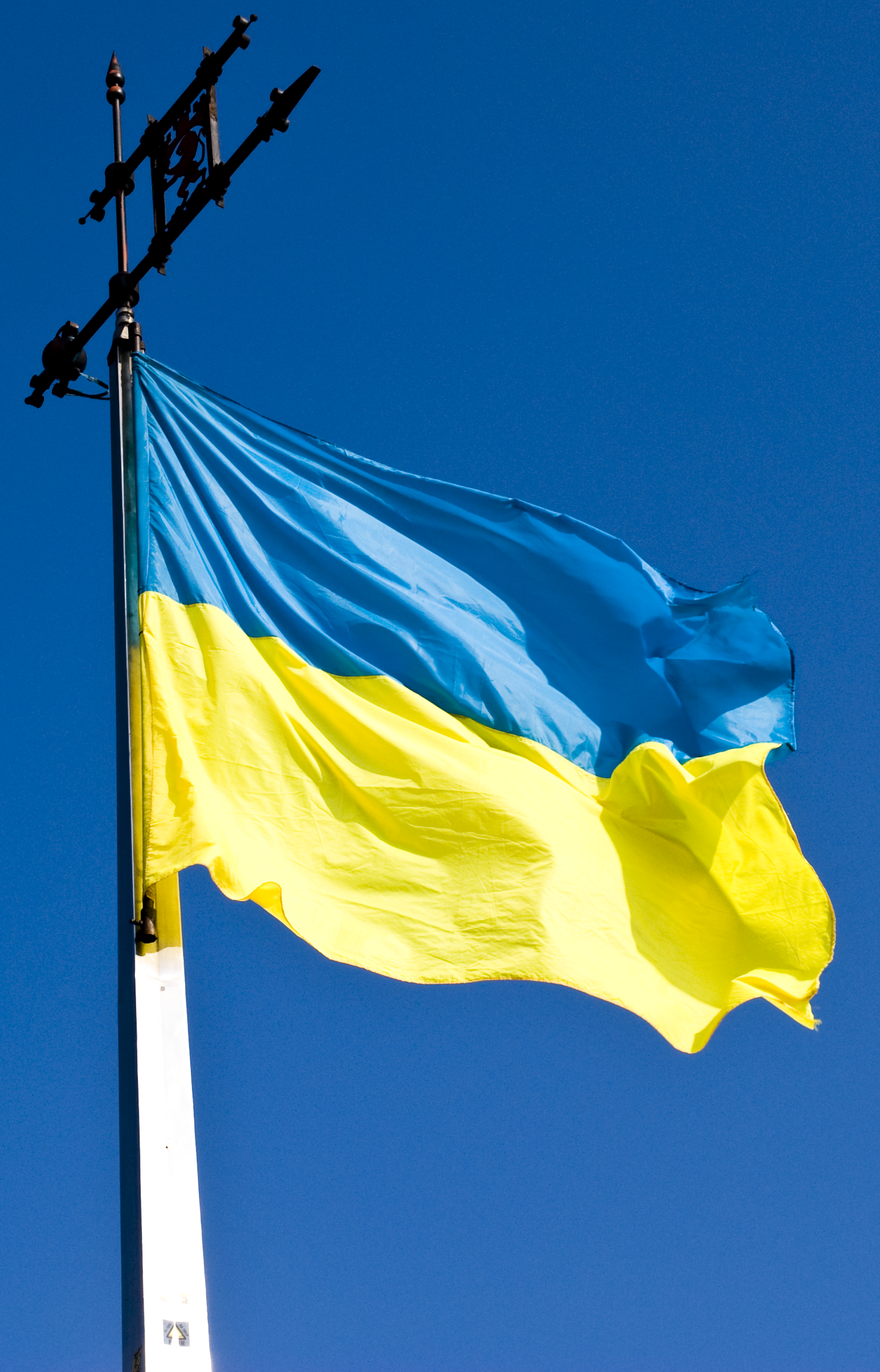
Wehende Nationalflagge

Die Flagge der Ukraine (ukrainisch Державний Прапор України/Derschawnyj Prapor Ukrajiny) ist die offizielle Nationalflagge der Ukraine. Ihre Farben Blau und Gelb entstammen dem Vorbild eines Wappens aus dem Mittelalter. Schon vor dem Ersten Weltkrieg waren sie beliebt. Im Jahr 1918 hat erstmals ein ukrainischer Staat die Farben offiziell angenommen. In der Zeit der Sowjetunion wurden die Farben unterdrückt; wie andere Sowjetrepubliken auch hatte die Ukraine eine Flagge, die von der sowjetischen abgeleitet war. Im Jahr 1949 kam immerhin ein blauer Streifen hinzu. Im Jahr 1991 wurde die Ukraine wieder unabhängig. Bei dieser Gelegenheit nahm sie die frühere Flagge wieder an. Schon kurz zuvor wagten einige ukrainische Städte, die Farben wehen zu lassen.

## Beschreibung und Bedeutung

Ukrainische Kornfelder

Die Nationalflagge der Ukraine besteht aus zwei horizontalen Streifen in blau und gelb. Ihren Ursprung hat sie in den Wappen der warägischen Dynastie der Rurikiden, die vom 9. Jahrhundert bis ins 16. Jahrhundert über die Kiewer Rus und das spätere russische Reich herrschten.

### Farben
Nach populärer Interpretation symbolisieren die Farben in den Flaggen ein typisches Landschaftsbild der Kornkammer Europas, dabei steht das Gelbe im unteren Teil der Flagge für die reifen Kornfelder und das Blaue im oberen Teil der Flagge für den Himmel darüber. Es gibt jedoch keinen Beweis dafür, dass diese Symbolik bei der Entwicklung der Flagge beabsichtigt war.
| Scheme  | Azurblau              | Gold                        |
| ------- | --------------------- | --------------------------- |
| Pantone | Pantone Coated 2935 C | Pantone Coated Yellow 012 C |
| RAL     | 5019 Capriblau        | 1023 Verkehrsgelb           |
| RGB     | 0, 91, 187            | 255, 213, 0                 |
| CMYK    | 100, 47, 0, 0         | 0, 4, 100, 0                |
| HEX     | #0057b8               | #ffd700                     |
| Websafe | #0066cc               | #ffcc00                     |

## Geschichte

### Ursprünge der Nationalfarben
Obwohl sich die Ukraine als Nationalstaat erst im 20. Jahrhundert konstituiert hat, gehört ihre nationale blau-gelbe Farbkombination zu den ältesten Europas. Die Ursprünge der ukrainischen Nationalfarben liegen im mittelalterlichen Fürstentum Galizien-Wolhynien, wo sie in dem aus der zweiten Hälfte des 13. Jahrhunderts stammenden Fürstentumswappen – goldener Löwe im blauen Feld – zu finden sind.
Die erste bekannte Abbildung des Löwen wird dem Siegel in einer Urkunde des Fürsten Andreas (Andrij) und Leo II. (Lev II.) aus dem Jahre 1316 zugeordnet, manche Historiker führen dieses Siegel auch auf Leo I., den Sohn König Daniel Romanowitsch von Galizien (Danylo Halyzkyj), zurück. Der Löwe als Wappen Rutheniens erscheint auch auf Siegeln der späteren Fürsten im 14. Jahrhundert und nach dem Untergang des Fürstentums auf denen der polnischen Könige und litauischen Großfürsten, die die Gebiete von Galizien-Wolhynien unter sich aufgeteilt hatten. Der Löwe war auch auf Münzen abgebildet, die mit der Inschrift „moneta Rutheniae“ 1350–1410 in Lemberg geprägt wurden.
1410 nahmen Freiwilligenverbände aus dem Lemberger Land (Lwiwska semla, pl. Ziemia lwówska) unter dem blauen Banner mit dem am Felsen kletternden goldenen Löwen an der Seite des polnischen Königs in der Schlacht von Tannenberg teil. Die gleichen Farben trugen auch die Freiwilligen aus dem Przemyśler Land (Peremyslanska zemla, pl. Ziemia przemyska) – das blaue Banner mit dem goldenen Doppeladler.

Banner von Halytsch-Wolhynien
Banner des Lemberger Landes in der Schlacht von Tannenberg 1410
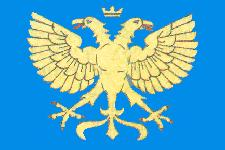
Banner des Przemysler Landes in der Schlacht von Tannenberg 1410

### Nationalfarben unter polnischer Herrschaft

Der „Ruthenische Löwe“

Unmittelbar nach dem Tod des letzten galizisch-wolhynischen Fürsten Bolesław Troidenowicz 1340 (vergiftet durch Bojaren in Wolodymyr) kam es zum ersten polnischen, vom König Kasimir III. dem Großen angeführten, Eroberungsfeldzug nach Galizien-Wolhynien, der jedoch nach kurzer Zeit scheiterte. Galizien und Wolhynien wurden noch fast zwei Jahrzehnte von einer adligen Oligarchie (Bojaren) regiert, bis Kasimir III. der Große sie endgültig 1349 der polnischen Königskrone einverleibte.
1432 wurden die eroberten galizischen Länder in der Woiwodschaft Ruthenien vereint. Der goldene galizische Löwe wurde zum Wappen der Woiwodschaft. Bekannt sind auch Versuche, durch Farbänderung zu rot-weiß das Wappentier zu polonisieren, der „Ruthenische Löwe“ blieb aber gelb-blau und symbolisierte bis in das 17. Jahrhundert hinein die westruthenischen Länder.

### Kosaken und Hetmanat
Im Gegensatz zu den westukrainischen Ländern gab es in der damaligen Ostukraine keine eindeutige Farbzuordnung. Die seit dem 15. Jahrhundert hier ansässigen Kosaken benutzten in der Regel Fahnen, die ihnen die jeweiligen Monarchen während der Feldzügen an ihrer Seite überreichten. So ließ zum Beispiel Rudolf II., Kaiser des Heiligen Römischen Reiches deutscher Nation, 1593 ihnen über seinen Gesandten Erich Lasota ein Banner überbringen, das die Kosaken auch bei späteren Feldzügen benutzten.
Während des Aufstandes unter Hetman Bohdan Chmelnyzkyj 1648–1654 führten die Kosaken Banner in unterschiedlichsten Farben, meist mit Abbildungen der Himmelskörper (Sterne und Halbmond) und Kreuze sowie der jeweiligen Länderwappen oder des Wappens des Hetmans. Das wichtigste darunter war aber das 1646 vom polnischen König Władysław IV. Wasa geschenkte blaue Banner mit dem rot-weißen (polnischen) Adler. Im Februar 1649 überreichten in Perejaslaw die Gesandten des neugewählten polnischen Königs Johann II. Kasimir dem Hetman ein rotes Banner mit dem weißen Adler und der Inschrift „Ioannes Casimirus rex“. Die beiden Insignien gingen 1651 in der Schlacht von Berestetschko verloren.
Die Saporoger Kosaken hatten eigene Fahnen. Der Große Banner der Saporoger Sitsch (Zaporischska Sitsch) war rot mit der weißen Abbildung des Erzengels Michael (Wappen der ruthenischen Länder im Großfürstentum Litauen, heute auch Stadtwappen von Kiew) an der Vorderseite und des weißen orthodoxen Kreuzes umgeben von goldenen Himmelskörpern – Sonne, Sterne, Halbmond – an der Rückseite. Die einzelnen Einheiten hatten eigene Banner, meist in Dunkelrot und mit Heiligenbildnissen oder orthodoxen Kreuzen, was Ende des 19. Jahrhunderts zur irrtümlichen Annahme führte, dass alle Kosakenbanner dunkelrot wären. Zur See benutzten die Kosaken etwa ein weißes Banner mit der Abbildung des heiligen St. Nikolaus.
Seit dem 18. Jahrhundert beginnt die Verbreitung der blau-gelben Farbkombination auch im Hetmanat (Heťmanschtschyna). Nicht bestätigt ist die Legende, dass man diese weniger auf westukrainische Einflüsse zurückführen kann (die Westukraine war zu diesem Zeitpunkt in polnischer Hand), sondern vielmehr auf die Flagge Schwedens. Während des Großen Nordischen Krieges lief der ukrainische Hetman Iwan Masepa zum Schwedenkönig Karl XII. über, mit dem er später die entscheidende Schlacht bei Poltawa gegen Peter I. verlor. Die schwedentreuen Kosaken trugen während dieser Zeit blau-gelbe Armbinden, um von den Schweden als Verbündete erkannt zu werden.
Auf Bannern erscheint zu dieser Zeit meistens ein Kosak mit der geschulterten Muskete, der damals auch als Wappen der Nation verstanden wurde, in Kombination mit dem Emblem eines Regiments oder einer Hundertschaft. Die Farben waren Gold auf Blau. Ein bekanntes derartiges Banner ist beispielsweise das der Domontiv-Hundertschaft des Perejasław-Regiments aus dem Jahre 1762. Es gibt auch zeitgenössische Zeugnisse, dass die ukrainischen Hajdamaken während des Aufstandes unter Iwan Gonta 1768 blau-gelbe Kleidung trugen.

Wappen des Fürstentums Kiew mit dem Erzengel Michael
Erzengel Michael im Wappen der Woiwodschaft Kiew, 1569–1793
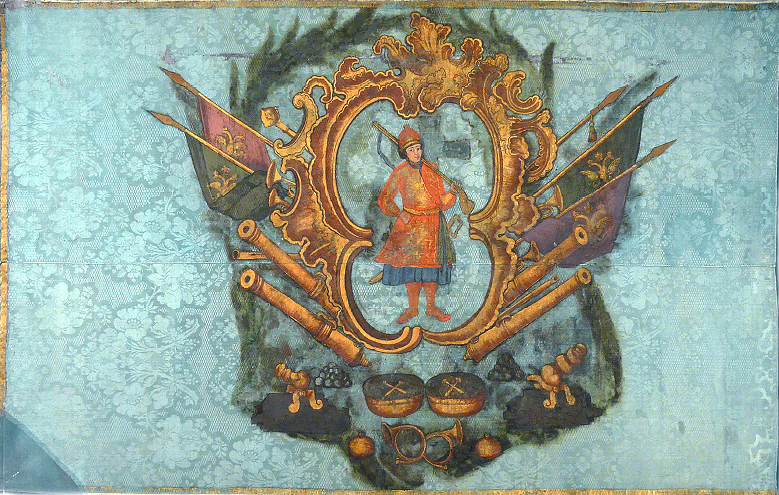
Banner der Sentscha-Hundertschaft des Lubny-Regiments, 1762

### Galizien und Lodomerien

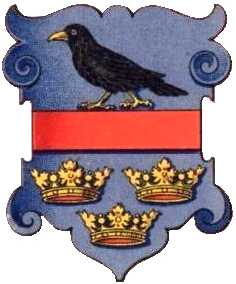
Wappen von Galizien und Lodomerien, 1772–1918

Infolge der ersten Teilung Polens 1772 ging die Woiwodschaft Ruthenien an Österreich über, das das Gebiet aufgrund einer kurzen Oberhoheit des Königreichs Ungarn über das Fürstentum Galizien-Wolhynien beanspruchte. Seit jener Zeit waren die betreffenden Länder auch fester Bestandteil der ungarischen Königstitulatur, die inzwischen die Habsburger führten. Von dieser Titulatur leitete sich auch die neue latinisierte Bezeichnung für die angeschlossenen Länder ab – Königreich Galizien und Lodomerien.
Nach dem Anschluss an Österreich gerieten die alten Landesfarben blau und gelb in Vergessenheit. Dem Königreich wurde ein neues Wappen – Rabe am roten Balken mit drei goldenen Kronen – und neue Landesfarben gegeben. Zunächst rot-gelb-blau, dann bis zur Bildung des Herzogtums Bukowina 1849 nur die Wappenfarben Blau-Rot. Nach der Ausgliederung der Bukowina wurde für selbige Blau auf Rot, für Galizien und Lodomerien dagegen Rot auf Blau als Landesfahne festgelegt.
Zu einer Renaissance der ruthenischen Nationalfarben kam es erst während des revolutionären Umschwungs 1848. Am 2. Mai konstituierte sich in Lemberg der Ruthenische Hauptrat (Holowna Ruska Rada), der eine pro-österreichische Stellung einnahm. Als im Juni am Lemberger Rathaus die blau-gelbe Fahne erschien, distanzierten sich die Ratsmitglieder sofort davon.
Im April 1848 wurde von den Österreichern die Aufstellung einer Nationalgarde „zur Unterstützung der Ordnung“ erlaubt. Im Art. 19 der Satzung war vermerkt „jedes Bataillon soll einen Banner, jede Schwadron eine Standarte in Landesfarben haben“. Während des ersten panslawischen Kongresses in Prag (2.–16. Juni 1848) erreichten die ruthenische und polnische Delegation einen Kompromiss, wonach die Einheiten der Nationalgarde in Galizien Wappen und Farben beider Völker verwenden sollten.
Tatsächlich kam es jedoch zur Bildung einer polnischen Garde, woraufhin die ruthenische Seite auf eine Teilnahme verzichtete. Am 20. September 1848 erschien der Aufruf des Ruthenischen Hauptrates zur Aufstellung einer ruthenischen Nationalgarde. Als Abzeichen verwendeten deren Einheiten den goldenen „ruthenischen Löwen“ in Blau. Wegen der technisch anspruchsvollen Herstellung der Banner mit der Abbildung des goldenen Löwen ging man aber allmählich zur Verwendung der einfachen Fahnen mit zwei horizontalen Streifen in den „ruthenischen Farben“ mit der Kombination Blau-Gelb oder Gelb-Blau über.
Da Galizien gegen Ende des 19. Jahrhunderts eine Art „ukrainischer Piemont“ geworden war, wurden auch die wiedergeborenen Nationalfarben in der ganzen Ukraine (der größte Teil lag im damaligen Russischen Reich) schnell aufgenommen. Als es 1911–1913 in Lemberger und Kiewer Zeitschriften zu einer breiten Diskussion über die Nationalsymbole kam, standen die Farben außerfrage, gestritten wurde nur um ihre Anordnung – gelb-blau oder blau-gelb.

Landesfahne von Galizien und Lodomerien, 1772
Landesfahne von Galizien und Lodomerien, ca. 1800–1849 Landesfahne der Bukowina, 1849–1918
Landesfahne von Galizien und Lodomerien, 1849–1918
Banner der ruthenischen Nationalgarde, 1848

### Die Ukrainische Volksrepublik
Nach dem Ausbruch der Februarrevolution 1917 in Russland und der Abdankung des Zaren bildete sich in Kiew der Ukrainische Zentralrat (Ukrajinśka Zentralna Rada) als provisorische politische Repräsentanz der ukrainischen Nation. Absicht der Rada war zuerst die Bildung einer ukrainischen Autonomie innerhalb der neu ausgerufenen föderativen Russischen Republik. Nach dem Sturz der provisorischen Regierung unter Kerenski in Sankt Petersburg am 7. November 1917 durch die Bolschewiki (sog. Oktoberrevolution) ging die Rada in Kiew auf Distanz und rief schließlich am 22. November die Ukrainische Volksrepublik (Ukrajinśka Narodnia Respublika) aus, dies jedoch zunächst unter Beibehaltung einer föderativen Verbindung mit der „demokratischen Russischen Republik“ (Sowjetrussland erkannte die Rada als solche nicht an). Am 24. Januar 1918 folgte die Erklärung der völligen Unabhängigkeit von Russland.
Zu diesem Zeitpunkt war die Frage der Nationalfarben der Ukrainer schon weitgehend geklärt. Als Nationalflagge war in beiden Teilen des Landes (ehem. russisch bzw. österreichisch) die ursprünglich aus Galizien stammende blau-gelbe Farbkombination anerkannt. Die erste gesetzliche Regelung der Nationalfarben durch die Zentralna Rada erfolgte am 14. Januar 1918 im Provisorischen Gesetz zur Flotte der Ukrainischen Volksrepublik. Art. 2 des Gesetzes schrieb vor: „Flagge der Ukr. Kriegsflotte ist ein Banner in zwei Farben: blau und gelb. Im blauen Teil findet sich der historische goldene Dreizack mit weißem innerem Feld darin.“ Art. 3 legte fest: „Flagge der Ukrainischen Handelsflotte ist ein Banner in zwei Farben: blau und gelb.“
Die erste demokratische Regierung der Ukraine konnte sich nicht lange halten. Am 29. April 1918, als die Zentralna Rada gerade eine provisorische Verfassung für die Ukrainische Volksrepublik verabschiedete, erfolgte ein Staatsstreich unter dem von den Deutschen unterstützten zaristischen General Pawlo Skoropadskyj.

Inoffizielle Flagge der Ukrainischen Volksrepublik (1917)
Fahne der ukrainischen Kriegsflotte vom 14. Januar 1918
Fahne der ukrainischen Handelsflotte vom 14. Januar 1918

### Der Ukrainische Staat unter Hetman Skoropadskyi
Am 29. April 1918 riss General Skoropadskyj, unterstützt von den Deutschen, die Macht an sich und ließ sich zum Hetman des Ukrainischen Staates ausrufen, der nun an die Stelle der sozialdemokratisch geprägten Ukrainischen Volksrepublik treten sollte. Skoropadskyj war Sprössling eines alten ukrainischen Kosakengeschlechtes, direkter Nachfolger Wasyl Skoropadskyjs, des Bruders von Hetman Iwan Skoropadskyj (Hetman der Linksufrigen Ukraine 1709–1722).
Den Ukrainischen Staat verstand er als Fortsetzung des alten Hetmanats aus dem 18. Jahrhundert mit quasi-monarchischem Staatsoberhaupt, dem Hetman, was sich auch in den Staatssymbolen niederschlagen sollte. Er konnte jedoch auf die Symbole der Volksrepublik nicht ganz verzichten. Staatssiegel und Staatswappen zeigten nun den Kosaken mit geschulterter Muskete in Kombination mit dem Trysub (Dreizack) der Republik. Die Ordnung der Farben in der Flagge wurde wiederum geändert und die blau-gelbe Fahne zur Flagge des Ukrainischen Staates erklärt. Tryzub und blau-gelbe Farben wurden unter dem Hetman auch zu Bestandteilen der Militäruniform.
Man entwickelte auch eine Reihe von Dienstflaggen mit den nationalen Symbolen. So wurde am 18. Juli 1918 vom Hetman die Dienstflagge der Ukrainischen Staatsflotte festgelegt. Die Flagge lehnte sich an die Kriegsflagge der deutschen Kaiserlichen Marine an und stellte ein dunkelblaues Kreuz auf weißem Grund mit der nationalen Bicolore und dem bronzenen Trysub in der linken oberen Ecke dar. Diese Dienstflagge wird heute in ähnlicher Form wieder von der Ukrainischen Marine als Dienstflagge benutzt.

Staatsflagge der Ukrainischen Volksrepublik, 1918
Kaiserliche Kriegsflagge des Deutschen Reichs, 1871–1919
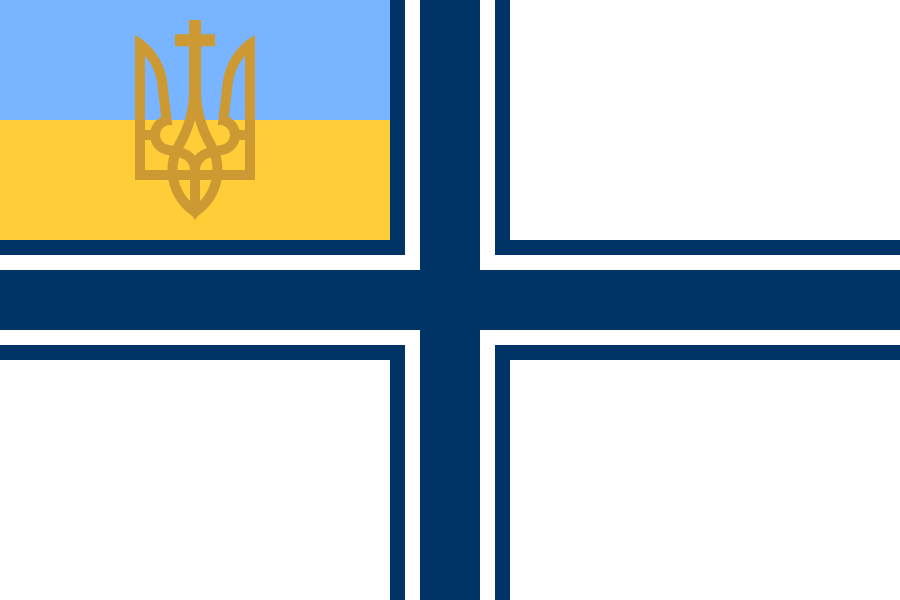
Dienstflagge der Ukrainischen Staatsflotte, 1918
Standarte des Hetmans Pawlo Skoropadskyj, 1918

### Westukrainische Volksrepublik
Nach der Auflösung Österreich-Ungarns erklärte der sich in Lemberg konstituierte Ukrainische Nationalrat am 13. November 1918 im Provisorischen Grundgesetz zur staatlichen Selbständigkeit der ukrainischen Länder der vormaligen Österreich-Ungarischen Monarchie die Gründung der Westukrainische Volksrepublik  auf den von Ukrainer/Ruthenen bewohnten Gebieten der Kronländer Galizien und Bukowina sowie des Königreich Ungarn. Im gleichen Gesetz wurden auch die Staatssymbole der neuen Republik festgelegt.

### Flagge der Ukrainischen SSR
1919 wurde die Ukrainische Sozialistische Sowjetrepublik (seit 1922 Unionsrepublik, Gründungsmitglied der Sowjetunion) gegründet. Sie erhielt zunächst die Rote Fahne der kommunistischen Bewegung mit der Abkürzung “УССР” (USSR, Ukrajinskaja sozialistitscheskaja Sowjetskaja Respublika in Russisch) im oberen Liek, 1923 wurden Punkte hinter die Buchstaben hinzugefügt. 1927 wurde die Abkürzung in “У.C.P.P.” (U.S.R.R.) geändert. In den 1930er Jahren wurden die Punkte wieder entfernt und das Kürzel mit einer dünnen, goldenen Linie in einem Kasten gesetzt. Der Kasten verschwand 1937 wieder und das Kürzel wurde ins Ukrainische übertragen. Oberhalb von „У.Р.С.Р.“ (U.R.S.R., Ukrajinska Radjanska Sozialistytschna Respublika) erschienen nun Hammer und Sichel. In den 1940er Jahren verschwanden die Punkte erneut und Hammer und Sichel wanderten unter die Buchstaben. Nach dem Zweiten Weltkrieg erhielten die Sowjetrepubliken 1949 als Anerkennung neue Flaggen, die auch auf regionale Besonderheiten Rücksicht nahmen. Die neue Flagge der Ukrainischen SSR wurde von der Sowjetunion übernommen, erhielt aber einen blauen Streifen unterhalb einer Kombination von Hammer und Sichel mit dem roten Stern. Diese Flagge behielt die Ukraine vom 25. November 1949 bis zum 24. August 1991. Bei allen Flaggen während der Sowjetzeit fehlten auf der Rückseite die goldfarbenen Elemente.

Flagge der Ukrainischen SSR, 1923 bis 1927
Flagge der Ukrainischen SSR, 1927 bis in die 1930er
Flagge der Ukrainischen SSR, 1937 bis in die 1940er
Flagge der Ukrainischen SSR, 1949 bis 1991

### Rückkehr der blau-gelben Nationalflagge

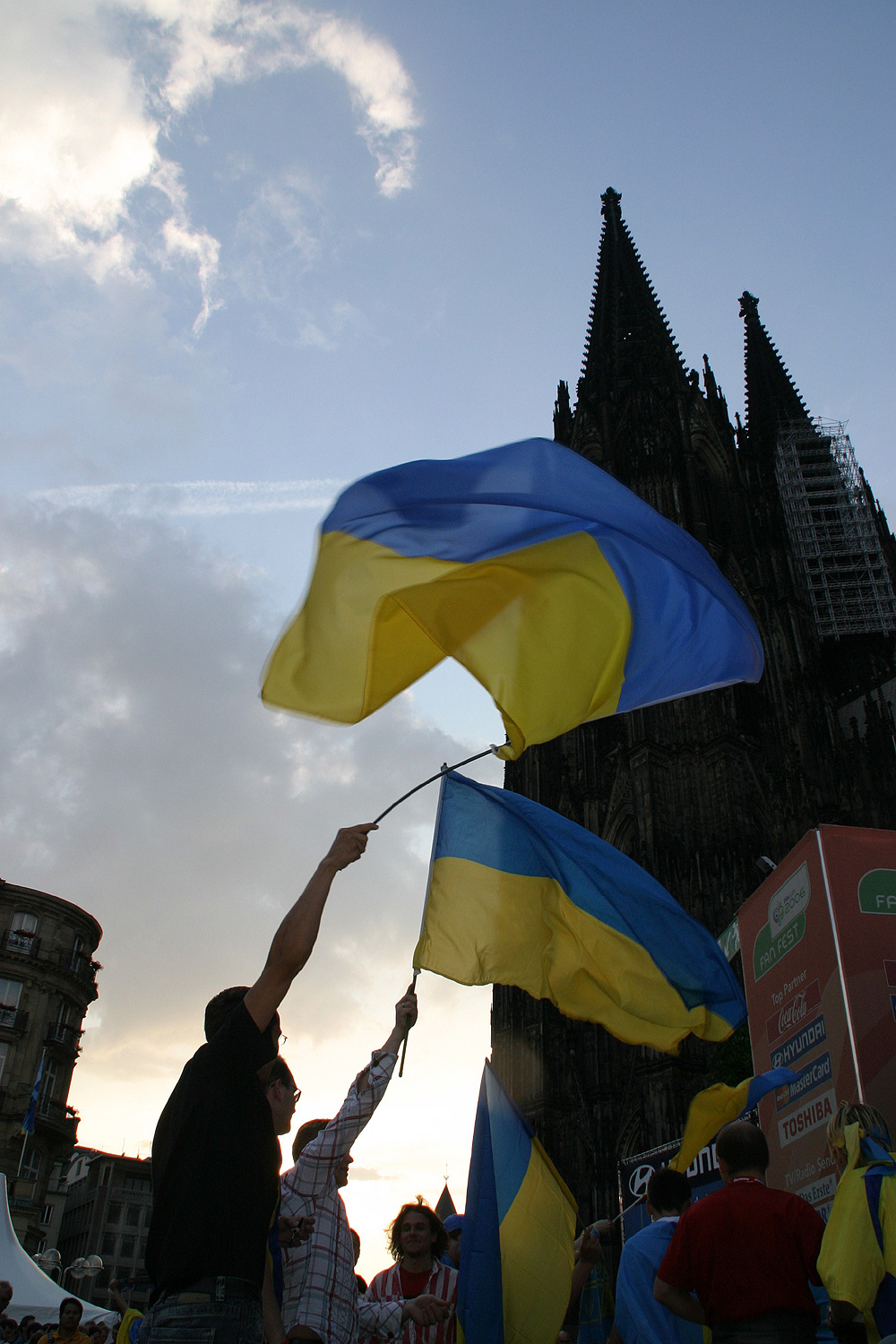
Ukrainische Fußballfans mit ihrer Nationalflagge

Unter dem Einfluss der Gorbatschowschen Perestrojka und Glasnost verstärkten sich gegen Ende der 1980er Jahre in den einzelnen Sowjetrepubliken die Bestrebungen zur stärkeren nationalen Autonomie und gar zur vollen Loslösung von der Sowjetunion. Dies betraf vor allem die baltischen Republiken und die Westukraine, also Gebiete, die am spätesten Bestandteile der UdSSR geworden waren. Diese Bestrebungen gingen mit Versuchen einher, die jeweiligen historischen Nationalsymbole wiederherzustellen. Vor allem in der Westukraine und in Kiew wurden Prozessionen, Demonstrationen und Volksfeste unter nationalen blau-gelben Flaggen der 1917–1920 kurzzeitig unabhängigen Ukrainischen und Westukrainischen Volksrepubliken immer häufiger.
- Am 20. März 1990 beschloss der Stadtrat (miśka rada) im galizischen Ternopil die Wiedereinführung der nationalen blau-gelben Flagge und des Trysubs (Dreizack) sowie der Nationalhymne Schtsche ne wmerla Ukrajiny. Am gleichen Tag wurde auch die blau-gelbe Nationalflagge am Gebäude der Rada und somit am ersten Regierungsgebäude in der Ukraine neben der damals amtlichen rot-blauen Flagge der Ukrainischen SSR gehisst.
- Am 28. April 1990 folgte der Beschluss des Gebietsrates (oblastna rada) der Oblast Lwiw zur Verwendung der Nationalsymbole der Ukraine in der Oblast Lwiw.
- Am 29. April 1990 wurde in Ternopil auf dem Platz vor dem Stadttheater nach feierlicher Weihe die blau-gelbe Nationalflagge erstmals ohne die amtliche Flagge der UdSSR aufgezogen.
- Nach der am 16. Juli 1990 erklärten staatlichen Eigenständigkeit der Ukrainischen SSR durch den Obersten Sowjet der Ukrainischen SSR wurde am 24. Juli 1990 um 19 Uhr feierlich die Nationalfahne neben der Staatsflagge der UdSSR am Gebäude des Kiewer Stadtrates am Chreschtschatyk gehisst. Somit wehte die nationale blau-gelbe Fahne zum ersten Mal seit dem Fall der Ukrainischen Volksrepublik über einem amtlichen Gebäude in der ukrainischen Hauptstadt.
- Nach der Unabhängigkeitserklärung am 24. August 1991 wehte am 4. September die Nationalflagge erstmals über dem ukrainischen Parlament.

## Weitere Flaggen der Ukraine

### Staatsflaggen
Sowohl die verschiedenen Streitkräfte der Ukraine als auch der Präsident verfügen über eine eigene Flagge. Die 1997 eingeführte Dienstflagge der Marine wurde 2006 leicht abgewandelt.

Hängeflagge
Standarte des Präsidenten
2:3   Dienstflagge der Marine, 1997 bis 2006
2:3  Dienstflagge der Marine, seit 2006
Flagge der Küstenwache
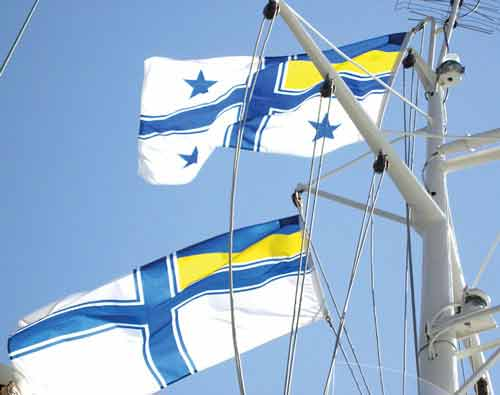
Dienstflagge und eine Kommandoflagge

Flagge der Streitkräfte
Flagge der Landstreitkräfte
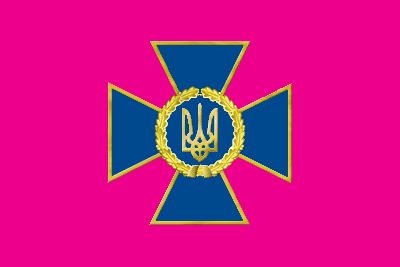
Flagge des Sicherheitsdienstes
Flagge der Luftwaffe

### Regionale Flaggen
Die Krim führt als autonome Republik eine eigene Flagge. Ebenso haben die Oblaste, Rajone und Gemeinden jeweils eigene Flaggen.

Autonome Republik Krim
Oblast Dnipropetrowsk
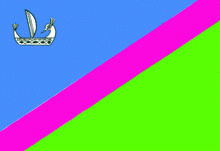
Rajon Welyka Nowosilka
Kiew